# Jóannes Eidesgaard

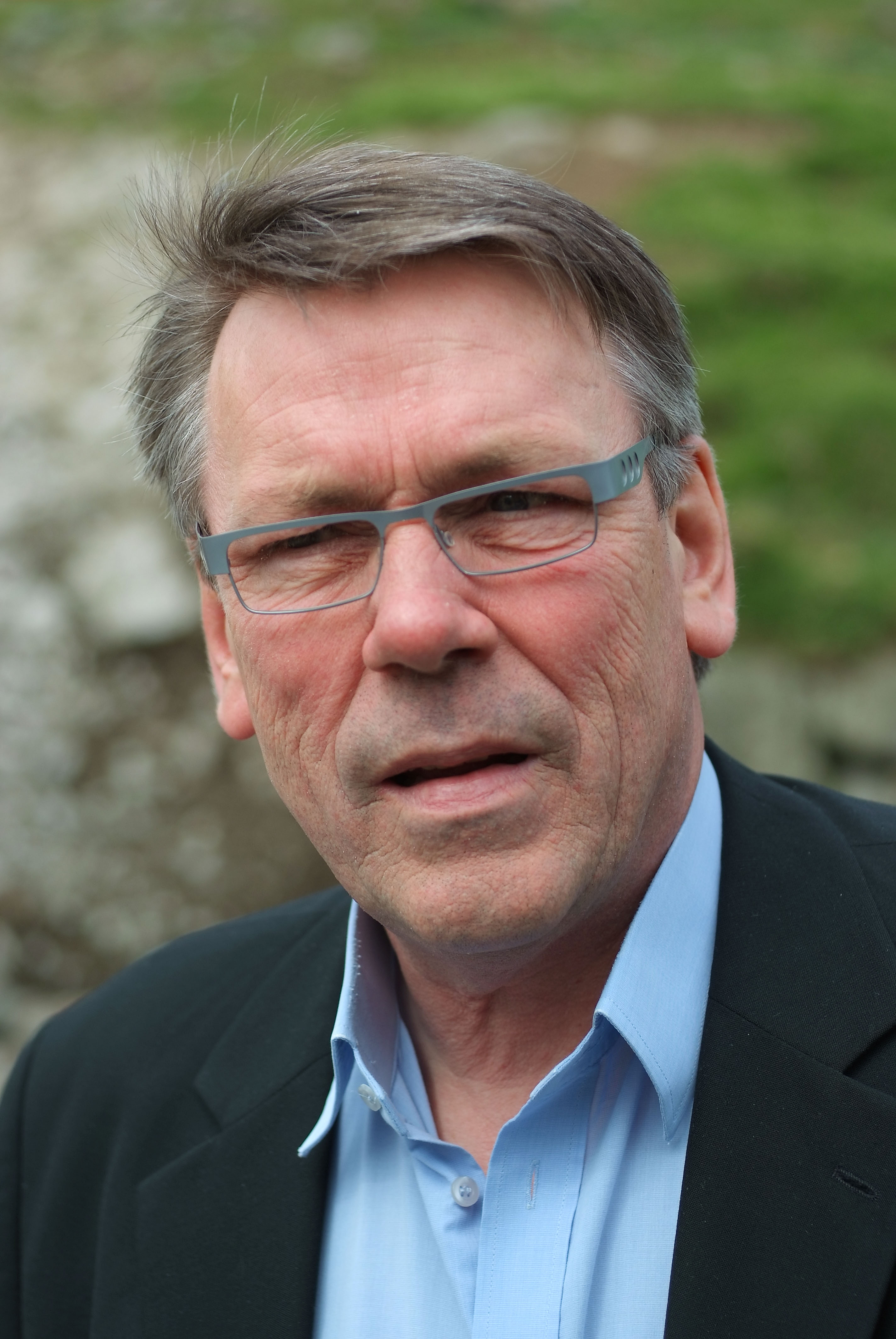
Jóannes Eidesgaard

Jóannes Dan Eidesgaard (Tvøroyri, 19 april 1951) was tussen 2004 en 2008 minister-president van de Faeröer. Tegenwoordig is hij voorzitter van de sociaaldemocratische partij Javnaðarflokkurin.  
Sinds 1990 is de sociaaldemocraat lid van het Faeröerse parlement. Van 1991 tot 1996 was hij minister in diverse coalities en van 1994 tot 1996 was Eidesgaard vicepremier. Van 1998 tot 2001 was hij een van de twee afgevaardigden van de Faeröer in het Folketing (het Deense parlement). 
Eidesgaard werd op 4 februari 2004 door het parlement tot minister-president van de Faeröer verkozen. Hij vormde een coalitie van sociaaldemocraten, conservatieven en unionisten. In 2008 werd hij weer verkozen, maar de coalitie van sociaaldemocraten,
republikeinen en christendemocraten viel datzelfde jaar nog. Eidesgaard werd op 26 september 2008 opgevolgd door Kaj Leo Johannesen, de leider van de conservatief-liberale partij Sambandsflokkurin. 